# Verzorgingsplaats Limenella
De Verzorgingsplaats Limenella is een verzorgingsplaats in Italië langs de A4 vlak ten westen van Padua.
De verzorgingsplaats is geopend op 2 april 1967 als verzorgingsplaats Limena en was het tweede brugrestaurant van de Italiaanse keten Motta. In het interbellum waren al twee delen van de A4 aangelegd. Het westelijke deel verbond Turijn met Brescia via Milaan, het oostelijke verbond Padua met Venetië. Eind jaren 50 werd besloten om de A4 om te bouwen tot vierbaansweg met gescheiden rijbanen en het gat tussen Brescia en Padua te dichten. De concurrerende ketens Motta en Pavesi mochten allebei een brugrestaurant bouwen aan het nieuwe stuk autosnelweg dat op 10 februari 1962 werd geopend.
Voor haar concessie bij Limena koos Motta voor het bureau Nervi & Bartoli. De architecten Bega en Nervi presenteerden in 1965 een technisch hoogstandje met hun ontwerp van een koker uit gewapend beton als overspanning. De betonnen koker is 75 meter lang en huisvest een keuken, een restaurant met 232 plaatsen alsmede een zelfbedienings deel met 72 plaatsen. In de betonnen koker zijn veelhoekige openingen aangebracht voor de ramen. De brug rust op vier pijlers op 8,7 meter boven het wegdek, de overspanning bedraagt 42,5 meter terwijl aan weerszijden elk 16,25 meter uitsteekt over de toegangsgebouwen. De toegangsgebouwen zijn voorzien van een supermarkt en bezoekers kunnen de brug bereiken via een opgang tussen de pijlers van de brug. Het project werd uitgevoerd onder leiding van ingenieur Antonietti van de technische dienst van Motta. Tijdens de bouw werd de A4 om het bouwterrein geleid zodat het verkeer niet gehinderd werd door de bouwactiviteiten. Motta is in de jaren 70, net als concurrent Pavesi, opgegaan in Autogrill.